# دورگه انسان-جانور

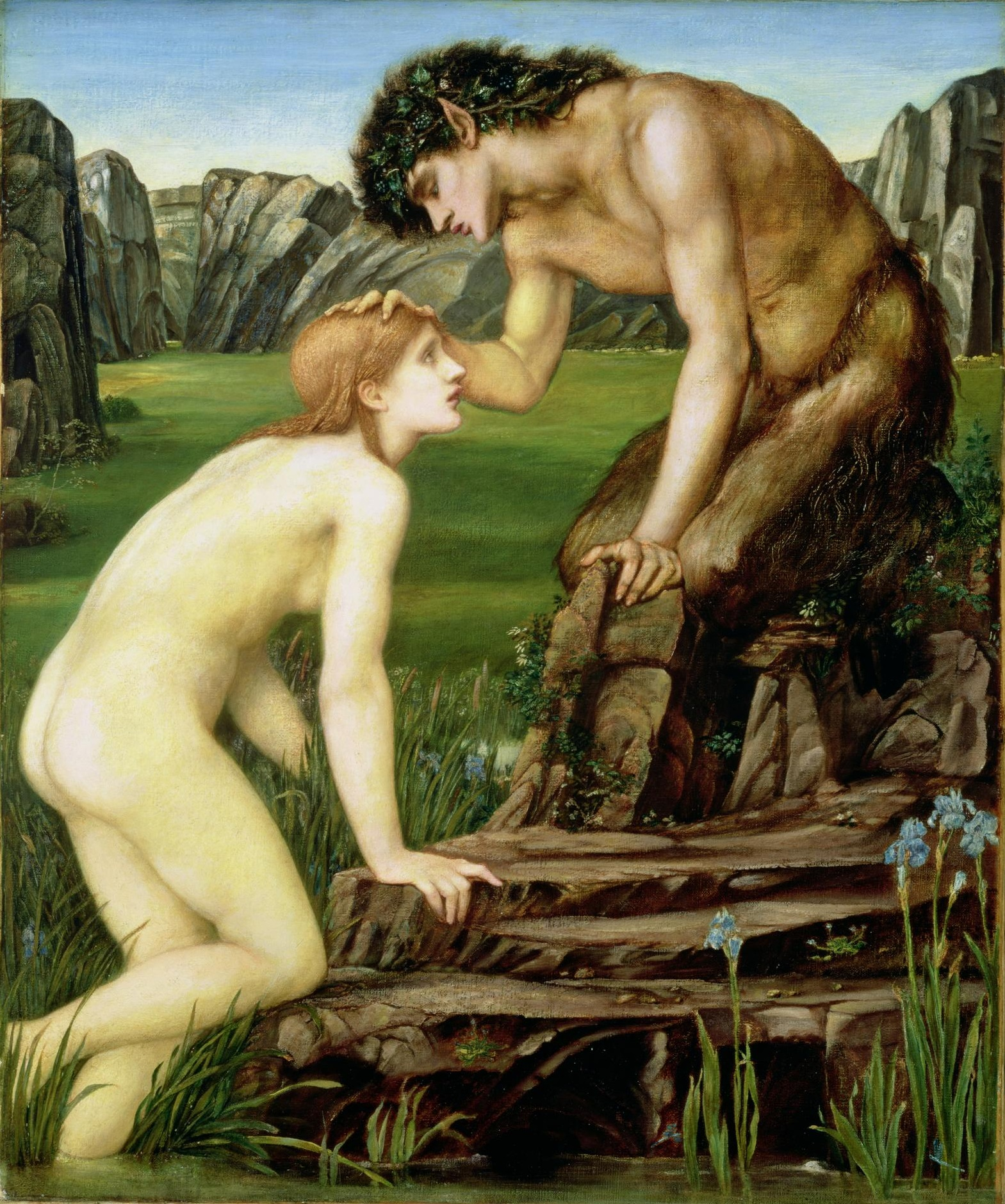
در این قطعه قرن نوزدهمی توسط ادوارد برن جونز، زن انسانی روان از خدای دورگه پاننوازش دریافت می‌کند.

اصطلاح دورگه انسان-جانور یا دورگه جانور-انسان به موجودی گفته می‌شود که عناصری از انسان و جانوران ناانسان را در خود جای داده‌است. از نظر فنی، در هیبرید انسان و جانور، هر سلول دارای مواد ژنتیکی انسانی و ناانسانی است، در حالی که به فردی که برخی از سلول‌ها انسان هستند و برخی از جانداران متفاوتی مشتق شده‌اند، کیمرای انسان و جانور نامیده می‌شود.
نمونه‌هایی از دورگه‌های انسان-جانور عمدتاً شامل موش‌های انسانی‌شده‌ای هستند که از نظر ژنتیکی توسط پیوند زنوتراکاشت ژن‌های انسانی اصلاح شده‌اند. موش‌های انسانی معمولاً به عنوان مدل‌های جانوری کوچک در پژوهش‌های زیست‌شناختی و پزشکی برای درمان‌های انسانی بهره‌گیری می‌شوند.
دورگه‌های انسان-جانور موضوع بحث حقوقی، اخلاقی و فناوری در زمینه پیشرفت‌های اخیر در مهندسی ژنتیک هستند.
دورگه‌های انسان-جانور برای مدت طولانی در فرهنگ‌های اجتماعی وجود داشته‌اند (به‌ویژه از نظر اسطوره‌شناسی)، که بخشی از داستان‌سرایی در قاره‌های متعدد بوده و به‌ویژه در دهه‌های اخیر در کتاب‌های کمیک، فیلم‌ها، بازی‌های ویدیویی و رسانه‌های جمعی مرتبط با اینها گنجانده شده‌اند.